# Allidiostoma landbecki
Allidiostoma landbecki är en skalbaggsart som beskrevs av Philippi 1873. Allidiostoma landbecki ingår i släktet Allidiostoma och familjen Hybosoridae. Inga underarter finns listade i Catalogue of Life.